# نوی یارد سیتی (واشینگتن)
نوی یارد سیتی (به انگلیسی: Navy Yard City) یک منطقهٔ مسکونی در ایالات متحده آمریکا است که در شهرستان کیتساپ، واشینگتن واقع شده‌است. نوی یارد سیتی ۲٫۵ کیلومتر مربع مساحت و ۲٬۴۷۷ نفر جمعیت دارد و ۳۵ متر بالاتر از سطح دریا واقع شده‌است.